# Телефония
Телефони́я (от др.-греч. τῆλε «далеко» + φωνή «голос», «звук») — область науки и техники, охватывающая изучение принципов построения систем телефонной электросвязи, разработку аппаратуры для её реализации и использования, а также оценку качества передачи речевой информации по таковым каналам связи. В отличие от телефонной связи (термина описывающего конкретный физический объект), телефония является абстрактным понятием.

## Обзор
Телефония позволяет организовывать (устанавливать соединение) и вести местные, внутризоновые, междугородные и международные телефонные переговоры и передавать факсы, а также устанавливать модемное соединение в режиме реального времени. Совокупность технических сооружений и оборудования, предназначенных для осуществления телефонной связи и состоящий из телефонных узлов связи, автоматических телефонных станций (АТС) , линий связи и оконечных абонентских терминалов (телефонных аппаратов) получили название телефонной сети.
При разговоре голосовые сигналы (слова, которые мы произносим) преобразуются в электрический сигнал, передаваемый через телефонную сеть другой стороне. Когда электрический сигнал достигает адресата, он преобразуется в голосовые сигналы оригинала. К достоинствам телефонии относятся её: распространённость, надёжность, весьма высокая скорость связи и простота использования, возможность быстрого и относительно недорогого развёртывания. Она использует технологию аналогового или цифрового мультиплексирования сигналов (TDM) при магистральной передаче (от АТС к АТС), а также использует существующую и развивающуюся ёмкость телефонных линий. Поэтому голосовые сигналы и даже различные их типы (речь/факс/модем) могут перемещаться по одной и той же магистральной линии передачи (от АТС к АТС или от офисной АТС к АТС) в одно и то же время.
При телефонном звонке подключение между обоими собеседниками устанавливается через телефонную станцию исключительно с целью организации разговорного соединения (каковым является и факсовый, и модемный сигнал). Для обеспечения процедур автоматического установления, поддержания, изменения состояния и завершения соединения используется различная телефонная сигнализация, в зависимости от типа связи. Голосовые сигналы передаются по определённым телефонным линиям, через ассоциированное или выделенное подключение.
Телефонные звонки требуют разветвлённой сети связи телефонных станций, связанных соединительными линиями: медными или волоконно-оптическими кабелями и спутниками связи. Высокие затраты телефонных компаний приводят к весьма высокой стоимости междугородных переговоров. Выделенное подключение телефонной станции также имеет много избыточной производительности и/или времени простоя в течение речевого сеанса.

## Телефонные сети
Существуют различные виды сетей, используемых в рамках телефонии, подразделяемые по размерам, привязки к административным или географическим объектам (организациям или предприятиям, городам, странам, континентам и т. п.) и используемым планам нумерации.

### Внутренние телефонные сети

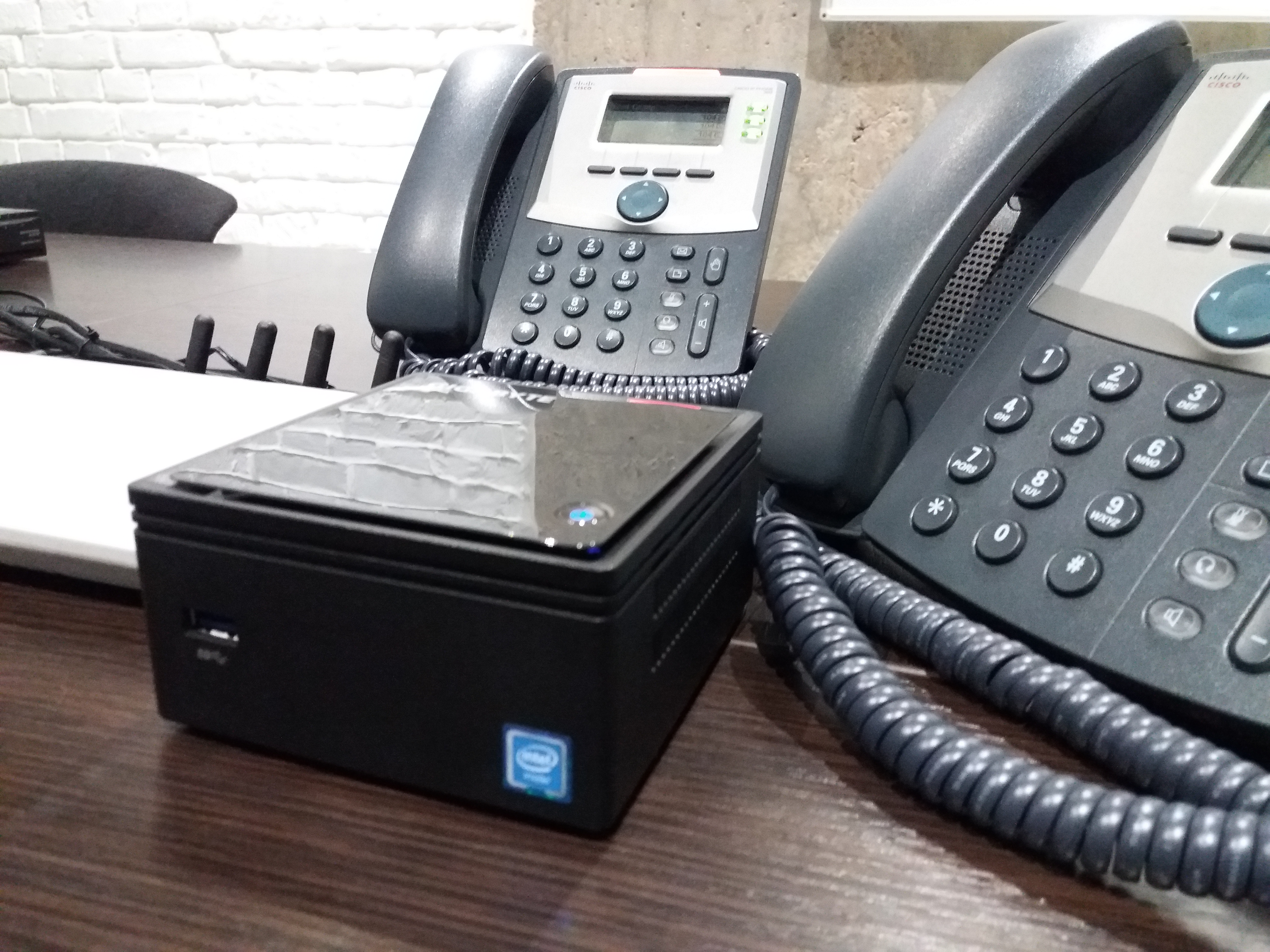
Офисные АТС для небольших компаний уже могут не занимать много места в офисах, их можно строить на базе Asterisk и неттопов. И при своих скромных размерах, они будут иметь функционал современной IP-АТС.

Внутренние телефонные сети — объединение АТС, оборудования и линий связи и оконечных терминалов конкретного предприятия или компании, корпорации. Внутренние телефонные сети могут быть изолированы или связаны с телефонной сетью общего пользования.
Во внутренних телефонных сетях применяется внутренний план нумерации — собственные номера телефонов конечных пользователей.
Внутренние телефонные сети можно классифицировать как:
- маленькие — как правило, это телефонная сеть одного небольшого предприятия, состоящая из одной АТС (мини-АТС, IP-АТС или виртуальной АТС), линий связи и терминалов нескольких конечных пользователей с внутренней нумерацией. Чаще всего в таких сетях применяется телефонный план нумерации основанный на трёх-значных номерах
- большие и крупные — состоят из одной или нескольких АТС, с большим числом внутренних пользователей от нескольких десятков до нескольких тысяч. В таких крупных внутренних телефонных сетях могут применяться четырёх, пяти- и шести-значные внутренние телефонные номера.

При подключении внутренней телефонной сети к другим телефонным сетям для обеспечения связи внутренних пользователей с пользователями других сетей применяются специализированные средства (уместна аналогия с NAT в компьютерных сетях). При исходящей связи из внутренней сети во внешнюю применяется замена внутренних номеров звонящих на внешний номер (то есть номер во внешней сети). Для входящей связи — это либо прямая ассоциация внешнего номера с внутренним, либо соединение с специальным пользователем — телефонистом, осуществляющим после соединения перевод вызова на внутренний номер или специализированные сервисы: прямой внутрисистемный доступ или голосовое меню (IVR), позволяющий звонящему из внешней телефонной сети в автоматическом режиме донабрать или выбрать внутренний номер пользователя в телефонной сети.

### Телефонные сети операторов связи
Телефонная сеть оператора связи — это обособленная сеть телефонных устройств и коммутаторов телефонной компании, подключённая к единой мировой телефонной сети (см. ниже).
В такой сети применяется специализированные технические средства обеспечения связи собственные правила совершения телефонных вызовов и маршрутизации трафика. Пользователям такой сети, называемым абонентами предоставляются уникальные телефонные номера, используемые в телефонной сети общего пользования. Абонентами телефонной сети оператора связи могут являться индивидуальные физические лица или организации. В последнем случае, под абонентом может подразумеваться номер, ассоциированный с АТС применяемой также для работы внутренней сети предприятия (см. выше).
Для каждой страны международным советом электросвязи выделены определённые телефонные зоны (план нумерации конкретной страны). Распределением диапазонов номеров телефонной сети общего пользования в конкретной географической зоне, занимаются, как правило государственные структуры конкретной страны.
Во всём мире операторы связи по принципу технического обеспечения связи и выделенным диапазонам номеров подразделяются на следующие категории:
- оператор фиксированной связи — телефонная компания предоставляет абонентам проводную линию связи и номер, привязанный к конкретному географическому или административному объекту. Операторы фиксированной связи, могут также предоставлять организацию внутренней связи для конечных пользователей конкретной организации в виде услуги центрекс (или более современной виртуальной АТС).
- оператор подвижной сети связи — телефонная компания обеспечивает связь по какому-либо беспроводному каналу связи, например сотовая связь, спутниковая связь и т. п. Номера в подвижных сетях связи, как правило не привязаны строго к одному географическому объекту. Некоторые операторы подвижной связи предоставляют услуги FMC — реализации внутренней связи с коротким планом нумерации в мобильной сети.
- оператор транзита — специализированная телефонная компания, которая не занимается обслуживанием конечных пользователей, но предоставляет каналы связи для других телефонных компаний. Частными случаями транзитных операторов являются зоновые операторы (обеспечивают взаимосвязь разных телефонных компаний в одном регионе), операторы дальней связи и VoIP-биржи.

### Междугородние и международные сети связи
Междугородние и международные сети связи — объединение сетей различных операторов связи разных регионов страны и мира.

### Телефонная сеть общего пользования
Телефонная сеть общего пользования (ТфОП или ТСОП) — международное объединение телефонных сетей операторов связи всего мира с единым подходом к нумерации.

## Конвергенция
Хотя телефонные сети и сети передачи данных сосуществовали в течение десятилетий, они развивались независимо друг от друга. В настоящее время идёт процесс интенсивного развития IP-телефонии, объединяющей их в единую коммуникационную сеть, которая предлагает мощное и экономичное средство связи. Десятки компаний по всему миру предлагают коммерческие решения для IP-телефонии. Решения IP-телефонии комбинируют голос и данные в одной сети и предлагают дешевые международные и междугородные звонки и целый набор коммуникационных услуг любому пользователю.